# Nell Zink
Helen Louise Zink, detta Nell (1964), è una scrittrice statunitense.

## Biografia
Nata nella California meridionale e cresciuta in Virginia, si laureò in filosofia presso il College di William e Mary. Nel 2000 si trasferì in Germania, dove conseguì un dottorato di ricerca all'Università di Tubinga. 
Dopo aver intrattenuto una fitta corrispondenza epistolare con lo scrittore israeliano Avnet Shats, ottenne il suo primo contratto con una casa editrice nel 2015 grazie a Jonathan Franzen e pubblicò Mislaid, candidato al National Book Award per la narrativa. L'anno precedente aveva pubblicato con una casa editrice indipendente il romanzo The Wallcreeper (edito in Italia come Senza pelle nel 2016), inserito dal New York Times nella lista dei cento migliori libri del 2014.
Nel 2015 pubblicò i romanzi Nicotina (Nicotine) e Private Novelist, seguito da Doxology nel 2019, Avalon nel 2022 e Sister Europe nel 2025. Le sue opere sono state tradotte nelle principali lingue europee, tra cui l'italiano, il francese, il tedesco e lo spagnolo.
È stata sposate due volte, ma entrambi i matrimoni sono terminati con il divorzio.

## Opere tradotte in italiano
- Senza pelle [The Wallcreeper], collana Sotterranei, traduzione di Anna Mioni, Minimum Fax, ISBN 978-8875217105.
- Nicotina [Nicotine], collana Sotterranei, traduzione di Anna Mioni, Minimum Fax, 2017, ISBN 978-8875216924.